# Avenida Ministro Edgard Romero

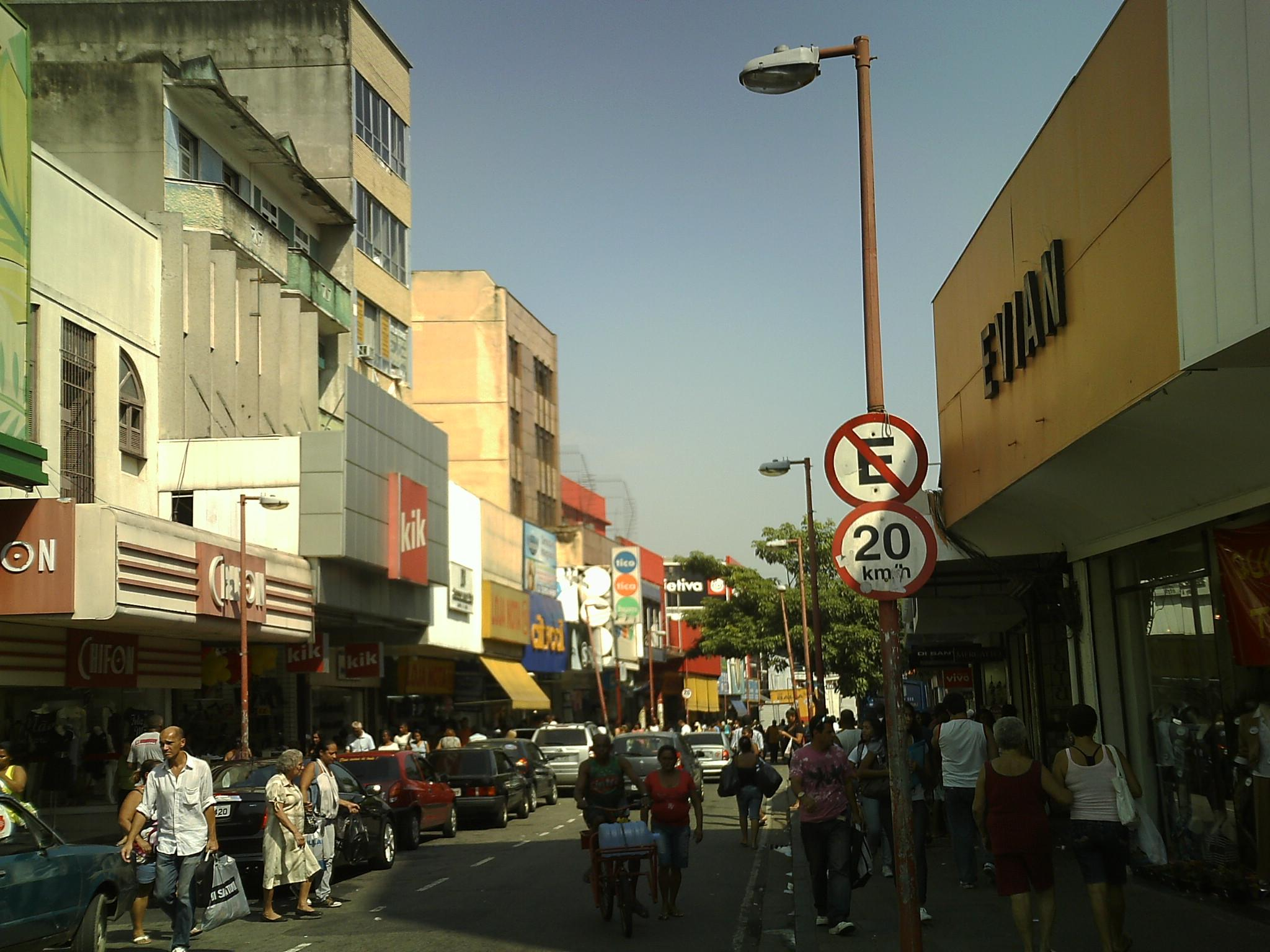

La Avenida Ministro Edgard Romero es una importante calle del suburbio de Río de Janeiro.
Con aproximadamente 3 km de extensión, tiene inicio en la esquina con la Calle Carolina Hacha, en el barrio de Madureira, y termina en Largo de Vaz Lobo (que queda entre las avenidas Monseñor Félix y Vicente de Carvalho) en el barrio de Vaz Lobo, siendo la principal vía de conexión con la región de Irajá y Penha y en la guacherna.
En la avenida están situadas las escuelas de samba Imperio Serrano y el Colegio Carmela Dutra. también es famosa por ser un importante punto comercial, principalmente en el área próxima a la Carretera de Portela.
La Alcaldía de Río de Janeiro implantó en la avenida el TransCarioca, un sistema de transporte basado en el modelo de Curitiba y Bogotá, con autobuses articulados en vías exclusivas. al estar listo el corredor, la avenida pasará a ser en un sentido sólo para autobús, haciendo que coches y camiones tomen una vía perpendicular a esta.